# Mahua Kheraganj
Mahua Kheraganj è una suddivisione dell'India, classificata come nagar panchayat, di 8.859 abitanti, situata nel distretto di Udham Singh Nagar, nello stato federato dell'Uttarakhand. In base al numero di abitanti la città rientra nella classe V (da 5.000 a 9.999 persone).

## Geografia fisica
La città è situata a 29° 08' 51 N e 78° 56' 43 E.

## Società

### Evoluzione demografica
Al censimento del 2001 la popolazione di Mahua Kheraganj assommava a 8.859 persone, delle quali 4.699 maschi e 4.160 femmine. I bambini di età inferiore o uguale ai sei anni assommavano a 1.831, dei quali 955 maschi e 876 femmine. Infine, coloro che erano in grado di saper almeno leggere e scrivere erano 3.809, dei quali 2.558 maschi e 1.251 femmine.